# Józef Kobylnicki
Józef Kobylnicki herbu Prawdzic – cześnik i podstarości wyszogrodzki w 1766 roku, łowczy zakroczymski w 1742 roku.
Był elektorem Stanisława Augusta Poniatowskiego w 1764 roku z ziemi wyszogrodzkiej.